# 욀퓌사우강

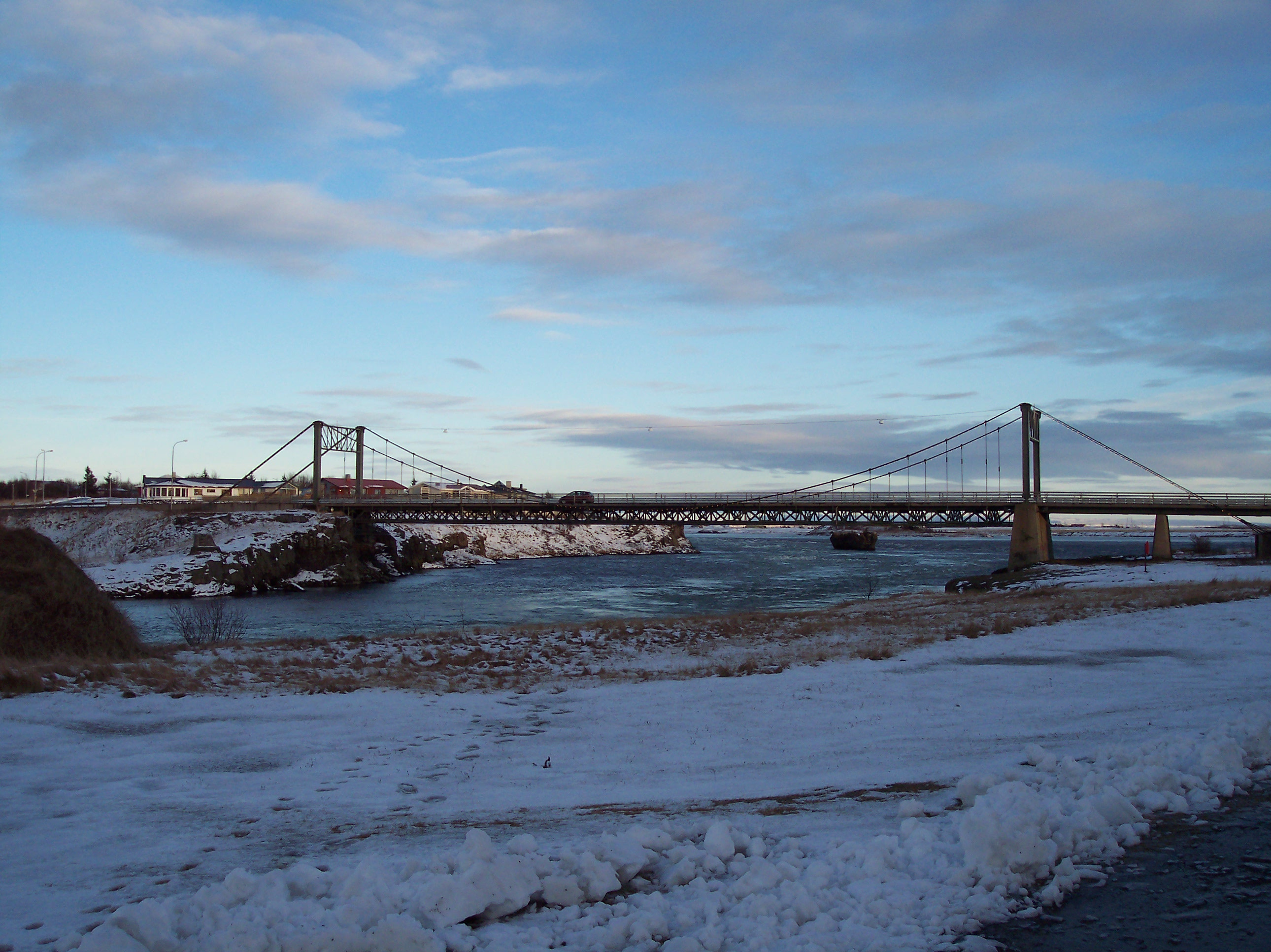

욀피사우강(Ölfusá)은 아이슬란드에 있다. '흐비타'와 '소그'강이 셀포스의 바로 위에서 합류하여 욀피사우강을 이룬다. 그 뒤 강은 대서양을 향해 25 km를 흘러간다. 강은 평균수량이 423 m3/s이며, 아이슬란드 최대의 강이다. 연어 어로의 중심지이기도 하다. 